# Hollenberg
Hollenberg és un poble dels Estats Units a l'estat de Kansas. Segons el cens del 2000 tenia 31 habitants, 18 habitatges, i 7 famílies. La densitat de població era de 149,6 habitants/km².